# Malaxis andersonii
Malaxis andersonii är en orkidéart som först beskrevs av Henry Nicholas Ridley, och fick sitt nu gällande namn av Oakes Ames. Malaxis andersonii ingår i släktet knottblomstersläktet, och familjen orkidéer. Inga underarter finns listade i Catalogue of Life.